# Tell Halula
Tell Halula es un gran tell prehistórico del neolítico, de unas 8 hectáreas, situado a unos 105 kilómetros al este de Alepo y a 25 kilómetros al noroeste de Manbiŷ, en la gobernación de Al-Raqa.

## Excavación
El tell fue excavado por primera vez en 1991 por la Misión Arqueológica Española, dirigida por Miquel Molist, catedrático de Prehistoria de la Universidad Autónoma de Barcelona. Las zanjas arqueológicas han cubierto un área de aproximadamente 2500 metros cuadrados.

## Construcción
El gran montículo está situado en la estepa de las montañas cercanas, a una altitud de 349 metros sobre el nivel del mar, y se encontró que tenía una profundidad de aproximadamente 8 metros. Está situado entre el Wadi Fars y el Wadi Abu Gal Gal, en la orilla derecha y la llanura fluvial del Éufrates.  Es uno de los mayores yacimientos neolíticos encontrados hasta la fecha, descrito como un “megasitio”, que incluye los restos de veintiuna casas rectangulares de tres a cinco habitaciones, nueve de ellas con enterramientos asociados de al menos ciento siete esqueletos incompletos.Los entierros se hacían bajo los suelos de las casas, que solían estar cubiertos con un calero yeso. Los entierros se hacían bajo los suelos de las casas, que solían estar cubiertos con caliza cubierta de yeso.

## Cultura
La ocupación del yacimiento se detectó desde mediados del Neolítico precerámico B (PPNB), en torno al 7750 a. C., hasta el neolítico, en torno al 6780 a. C., y ha permitido conocer las transiciones durante este periodo, especialmente la aparición de la agricultura durante la revolución neolítica. Se han detectado cuarenta niveles de ocupación, de los cuales los niveles uno a veinte datan del PPNB medio; los niveles veintiuno a treinta y cuatro datan del PPNB final; y dos niveles posteriores, el treinta y seis y el treinta y siete, muestran evidencias de la cultura de Halaf. Se encontraron varias puntas de flecha que se clasificaron en su mayoría como puntas de Biblos. Varias mostraban signos de yeso de cal alrededor de las espigas, lo que se ha sugerido que era el método de fijación al ástil de la flecha. Las excavaciones revelaron pinturas de figuras femeninas en el suelo de uno de los edificios, que se sugieren como las pinturas más antiguas de personas en Oriente Medio.

### Cerámica
La secuencia cerámica en Halula comienza a principios del VII milenio a. C. La introducción de la cerámica fina pintada de la cultura de Halaf está documentada para el período de la “Fase IV de Halula”, que tuvo lugar a finales del VII milenio. Antes de eso, hubo un periodo “Pre-Halaf” que cubrió una etapa inicial muy larga de producción de cerámica; los excavadores desglosan este largo periodo como Fases Halula I a III.

## Agricultura y domesticación de animales
Se han encontrado 222 hojas de hoces de sílex, entre ellas los restos de una hoz completa encontrada en una de las casas, formada por cuatro elementos de hoja fijados con betún, conformada en un filo curvo de aproximadamente 30 cm de longitud. Los análisis zooarqueológicos del esmalte dental de los bovinos muestran el desarrollo de prácticas de pastoreo y arreo  del ganado.
D. Helmer sugirió que la domesticación de las cabras también se produjo en este yacimiento durante el PPNB medio, en una transición desde la caza de gacelas. La cría de ovejas y ganado vacuno tuvo lugar en etapas del PPNB medio final, observándose una disminución del tamaño de las vacas como signo de domesticación. La prevalencia de animales salvajes también se redujo durante este periodo. El análisis del trigo farro desnudo y de las bases de las espiguillas ha demostrado que este cultivo fue domesticado durante el periodo medio del PPNB en este yacimiento. Los niveles inferiores del tell no revelaron ninguna evidencia de cultivos silvestres, lo que sugiere que las primeras personas que ocuparon el yacimiento trajeron consigo formas totalmente domesticadas de trigo, cebada y lino, que habían sido domesticadas en otros lugares.

## ADN antiguo
Eva Fernández Domínguez extrajo muestras de ADN mitocondrial de huesos humanos de Tell Halula como parte de los estudios de su tesis doctoral aceptada en la Universidad de Barcelona en 2005. La metodología utilizada fue posteriormente superada, por lo que una primera publicación de los resultados en 2008 fue corregida en una publicación posterior en 2014. En esta última publicación los haplogrupos de ADN mitocondrial se dieron como U, R0, K, HV, H, N y L3.